# Miss International
Miss International  (oficial The International Beauty Pageant) este un concurs de frumusețe, care a luat naștere în anul 1960 în ong Beach (USA). Acest concurs are loc în diferite țări apropape anual.

## Lista câștigătoarelor
| Anul | Miss International                   | Țara          | Locul                            |
| 1960 | Maria Stella Márquez Zawadzky        | Columbia      | Long Beach, USA                  |
| 1961 | Stam Van Baer                        | Țările de Jos | Long Beach, USA                  |
| 1962 | Tania Verstak                        | Australia     | Long Beach, USA                  |
| 1963 | Guðrún Bjarnadóttir                  | Islanda       | Long Beach, USA                  |
| 1964 | Gemma Teresa Guerrero Cruz           | Filipine      | Long Beach, USA                  |
| 1965 | Ingrid Finger                        | Germania      | Long Beach, USA                  |
| 1966 | n-a avut loc                         | n-a avut loc  | n-a avut loc                     |
| 1967 | Mirta Teresita Massa                 | Argentina     | Long Beach, USA                  |
| 1968 | Maria da Gloria Carvalho             | Brazilia      | Tokio, Japonia                   |
| 1969 | Valerie Susan Holmes                 | Anglia        | Tokio, Japonia                   |
| 1970 | Aurora McKenny Pijuan                | Filipine      | Osaka, Japonia                   |
| 1971 | Jane Cheryl Hansen                   | Noua Zeelandă | Long Beach, USA                  |
| 1972 | Linda Hooks                          | Anglia        | Tokio, Japonia                   |
| 1973 | Tuula Anneli Björkling               | Finlanda      | Osaka, Japonia                   |
| 1974 | Karen Brucene Smith                  | USA           | Tokio, Japonia                   |
| 1975 | Ladija Vera Manic                    | Iugoslavia    | Motobu, Japonia                  |
| 1976 | Sophie Sonia Perin                   | Franța        | Tokio, Japonia                   |
| 1977 | Pilar Medina Canadell                | Spania        | Tokio, Japonia                   |
| 1978 | Katherine Patricia Ruth              | USA           | Tokio, Japonia                   |
| 1979 | Mimilanie Laurel Marquez             | Filipine      | Tokio, Japonia                   |
| 1980 | Lorna Marlene Chavez                 | Costa Rica    | Tokio, Japonia                   |
| 1981 | Jenny Annette Derck                  | Australia     | Kobe, Japonia                    |
| 1982 | Christie Ellen Claridge              | USA           | Fukuoka, Japonia                 |
| 1983 | Gidget Sandoval                      | Costa Rica    | Osaka, Japonia                   |
| 1984 | Ilma Julieta Urrutia Chang           | Guatemala     | Yokohama, Japonia                |
| 1985 | Alejandrina "Nina" Sicilia Hernandez | Venezuela     | Tsukuba, Japonia                 |
| 1986 | Helen Fairbrother                    | Anglia        | Nagasaki, Japonia                |
| 1987 | Laurie Tamara Simpson                | Puerto Rico   | Tokio, Japonia                   |
| 1988 | Catherine Alexandra Gude             | Norvegia      | Gifu, Japonia                    |
| 1989 | Iris Klein                           | Germania      | Kanazawa, Japonia                |
| 1990 | Silvia de Esteban Niubo              | Spania        | Osaka, Japonia                   |
| 1991 | Agnieszka Kotlarska                  | Polonia       | Tokio, Japonia                   |
| 1992 | Kirsten Marise Davidson              | Australia     | Nagasaki, Japonia                |
| 1993 | Agnieszka Pachałko                   | Polonia       | Tokio, Japonia                   |
| 1994 | Christina Lekka                      | Grecia        | Ise, Japonia                     |
| 1995 | Anna Lena Hansen                     | Norvegia      | Tokio, Japonia                   |
| 1996 | Fernanda Alves                       | Portugalia    | Kanazawa, Japonia                |
| 1997 | Consuelo Adler Hernández             | Venezuela     | Kyoto, Japonia                   |
| 1998 | Lía Victoria Borrero González        | Panama        | Tokio, Japonia                   |
| 1999 | Paulina Margarita Gálvez Pineda      | Columbia      | Tokio, Japonia                   |
| 2000 | Vivian Inés Urdaneta Rincón          | Venezuela     | Tokio, Japonia                   |
| 2001 | Małgorzata Rożniecka                 | Polonia       | Tokio, Japonia                   |
| 2002 | Christina Sawaya                     | Liban         | Tokio, Japonia                   |
| 2003 | Goizeder Victoria Azúa Barríos       | Venezuela     | Tokio, Japonia                   |
| 2004 | Jeymmy Paola Vargas Gómez            | Columbia      | Beijing, China                   |
| 2005 | Precious Lara Quigaman               | Filipine      | Tokio, Japonia                   |
| 2006 | Daniela Di Giacomo                   | Venezuela     | Xianghe (Bezirk Langfang), China |
| 2007 | Silvia Priscila Perales Elizondo     | Mexic         | Tokio, Japonia                   |
| 2008 | Alejandra Andreu                     | Spania        |                                  |
| 2009 | Anagabriela Espinoza                 | Mexic         | Chengdu, China                   |
| 2010 | Elizabeth Mosquera                   | Venezuela     | Chengdu, China                   |